# Maïga Zeïnab Mint Youba
Maïga Zeïnab Mint Youba, née le 30 novembre 1955 à Bamba, est une femme politique et médecin malienne. Elle est notamment ministre de la Santé de 2004 à 2007.

## Biographie
Maïga Zeïnab Mint Youba obtient un doctorat en médecine à l'École nationale de médecine et de pharmacie de Bamako en 1978. Elle est alors médecin-chef du dispensaire de Quinzambougou, puis du Centre de santé de la commune I de Bamako. Directrice régionale de la santé et des Affaires sociales de Koulikoro de 1990 à 1993, elle officie ensuite de 1993 à 2000 au Programme national de lutte contre le VIH, puis au ministère de la Santé et à la Direction nationale de la Santé.
En politique, elle est responsable du mouvement des femmes du Rassemblement pour le Mali. Elle est ministre de la Santé du 2 mai 2004 au 3 octobre 2007 au sein du gouvernement Ousmane Issoufi Maïga. Elle est ensuite chargée de mission à la présidence de la République de 2008 à 2011 puis conseillère spéciale à la présidence de la République .